# 天主教乌坦尼塔教区
天主教乌坦尼塔教区 （拉丁語：Dioecesis Urdanetensis）是菲律賓一個羅馬天主教教區，屬天主教仁牙因-达古潘总教区。轄區包括邦阿西楠省東部。
2010年有教友594,670人、25個堂區、45名司鐸。現任教區主教雅辛托·若瑟。
1985年1月12日升為教區。